# Голоцентрові
Голоцентрові (Holocentridae) — родина костистих риб ряду Беріксоподібні (Beryciformes). Родина нараховує 8 родів і за різними даними від 65 до 85 видів.

## Поширення
Голоцентрові поширені у тропічних зонах Атлантичного, Індійського і Тихого океану.

## Спосіб життя
Вони населяють різноманітні коралові рифи, переважно на мілководних ділянках. Зустрічаються у середньому на глибинах до 100 метрів, рідко до 200. Ведуть переважно нічний спосіб життя. Днем ховаються в щілинах або порожнинах рифів. Риби-солдати живляться в основному зоопланктоном, а риби-білки бентосними безхребетними (в першу чергу ракоподібними) і дрібною рибою.

## Опис
Голоцентрових відрізняють великі очі і яскраве, зазвичай червонувате забарвлення. Розміри близько 20-30 см, однак довжина деяких видів досягає 60 см. Хвостовий плавець роздвоєний, анальний має трикутну форму. Спинних плавця два, передній ширший, витягнутий уздовж спини, задній високий, трикутний.

## Акваріумістика
Риби-білки і риби-солдати є досить популярними рибами у морських акваріумах. Їх можна утримувати в акваріумах від 250 літрів. Вони досить стійкі і при правильному утримані звичайно добре переносять умови неволі. Оскільки ці риби живуть на глибині, куди не проникає синє світло, в акваріумах з голоцентровими не можна встановлювати лампи з ультрафіолетовими складовими спектра. Корм — живі креветки, дрібна риба або морожені корми, що складаються з ракоподібних.